# کریم کندی (نمین)
کریم کندی یک منطقهٔ مسکونی در ایران است که در دهستان ویلکیج شمالی واقع شده‌است.
....... 
.